# Decaschistia occidentalis
Decaschistia occidentalis är en malvaväxtart som beskrevs av A.S. Mitchell, L.A. Craven och P.A. Fryxell. Decaschistia occidentalis ingår i släktet Decaschistia och familjen malvaväxter. Inga underarter finns listade i Catalogue of Life.